# بلک‌هورس (ویرجینیای غربی)
بلک‌هورس (به انگلیسی: Blackhorse) یک منطقهٔ مسکونی در ایالات متحده آمریکا است که در شهرستان هنکاک، ویرجینیای غربی واقع شده‌است. بلک‌هورس ۲۲۴٫۰۳ متر بالاتر از سطح دریا واقع شده‌است.